# Бальмазуйварош (футбольний клуб)
ФК «Бальмазуйварош» (угор. Balmazújvárosi Kamilla Gyógyfürdő) — угорський футбольний клуб з міста Бальмазуйварош, заснований 2011 року. Виступає в ОТП Банк Лізі. Домашні матчі приймає на стадіоні «Бальмазуйварош Вароші», потужністю 2 435 глядачів.